# イバン・サンチェス・リコ・ソト
リキ（Riki）こと、イバン・サンチェス＝リコ・ソト（Iván Sánchez-Rico Soto、1980年8月11日 - ）は、スペイン・アランフエス出身のサッカー選手。ポジションはFW。

## 経歴
レアル・マドリードの下部組織出身。2004年夏にヘタフェCFに移籍し、9月12日のRCDマジョルカ戦でデビューした。2004-05シーズンは主にベテランのゲオルゲ・クライオヴェアヌと2トップを組み、3得点3アシストを記録した。2005-06シーズンはダニエル・グイサが1トップに張ったため、リキはトップ下にさがり、シャドーストライカーとして自己最多の8得点を決めた。
2006年夏、移籍金400万ユーロでデポルティーボ・ラ・コルーニャに移籍。2006-07シーズンはワントップや左サイドハーフなどで33試合に出場し、3得点を決めた。2006年10月から2007年5月まで7ヶ月間も得点に見放されていた時期があり、その夏最高額の移籍であったために批判されたこともあった。2007-08シーズンは先発出場が8試合と激減したが、チーム2位の5得点を決めた。2008年6月にはプレミアリーグのボルトン・ワンダラーズFCからオファーがあったが、提示された移籍金額が低かったためにクラブ側が了承しなかった。
2008-09シーズンはセンターフォワードのレギュラーが定まらず、FW中最多の28試合に出場しながら先発は7試合だけだったが、FW陣最多の6得点を決めた。レアル・マドリード戦でハムストリングを負傷した。2009年3月のラシン・サンタンデール戦では1試合2得点を記録した。2009-10シーズンは完全なレギュラーとはいかなかったが、チームトップの8得点を決めた。29節から最終節までの10試合はチーム全体で4得点（17失点）のみと苦しんだが、彼が全得点（4点）を決めた。
2013年6月、グラナダCFへ移籍。
2015年8月31日、CDグアダラハラに2年契約で移籍。

## 所属クラブ
- 2002-2004  レアル・マドリード・カスティージャ
- 2004-2006  ヘタフェCF
- 2006-2013  デポルティーボ・ラ・コルーニャ
- 2013-2015  グラナダCF
- 2015-2016  CDグアダラハラ